# 亞特蘭蒂斯度假中心

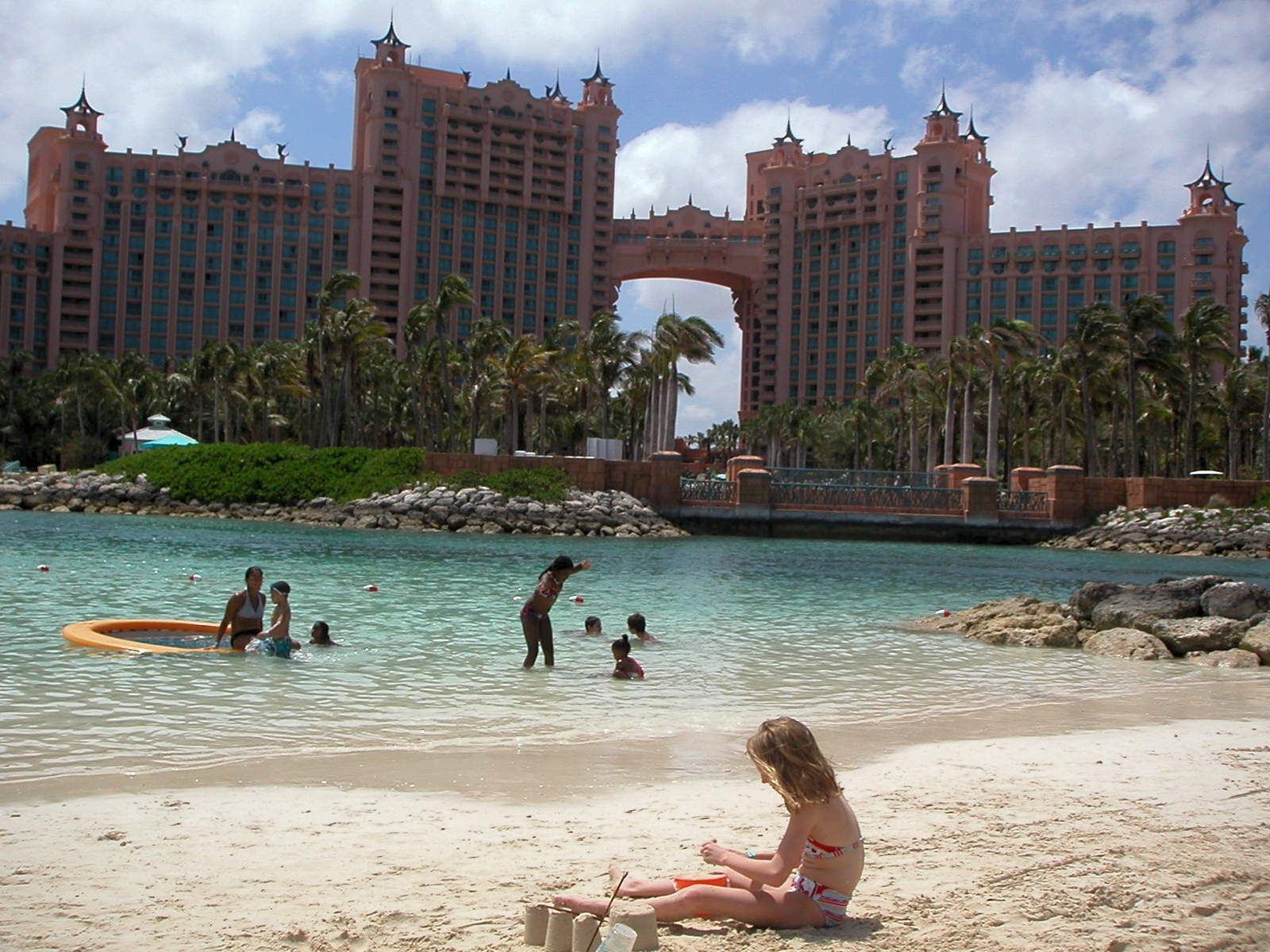
左右皇家堡塔各有上百個房間，堡塔橋居中連接兩個堡塔，橋中的套房一天收費 $25,000 美金

亞特蘭蒂斯度假中心（英語：Atlantis Paradise Island）位於巴哈馬拿騷，是一個聞名世界的旅遊勝地。度假中心位於天堂島，幾乎佔了整個島的一大半，並聘用六千個當地居民為員工。
度假中心佔地龐大，其中包括The Beach Tower、The Coral Towers、The Royal Towers等獨立旅館、賭場、高級購物中心、餐廳、海灘、游泳池、人工湖、瑪雅戲水滑道及世界有名的地底水族館等娛樂場所。
2009年度環球小姐競選亦在這舉辦。

## 度假中心

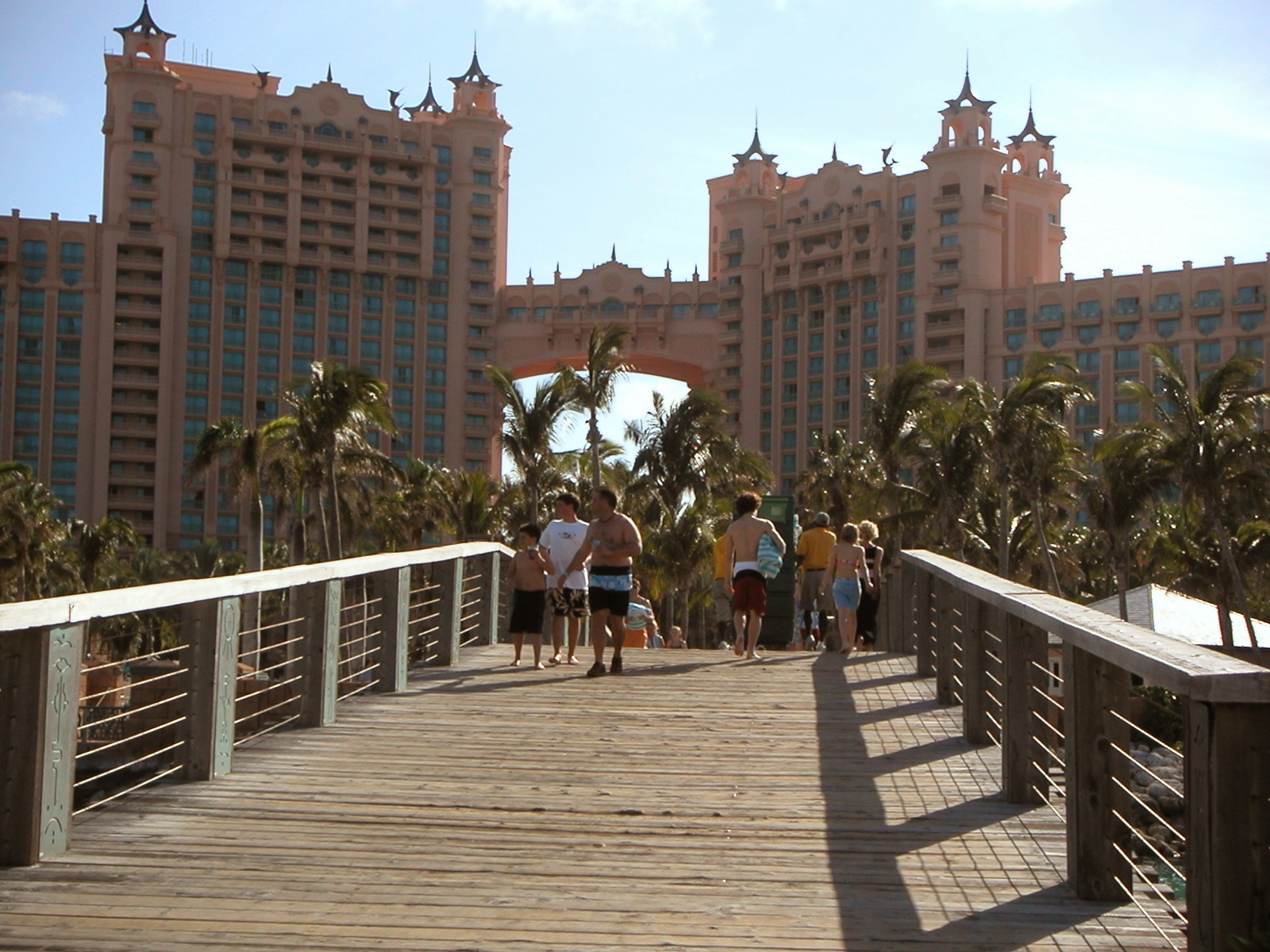
木板路
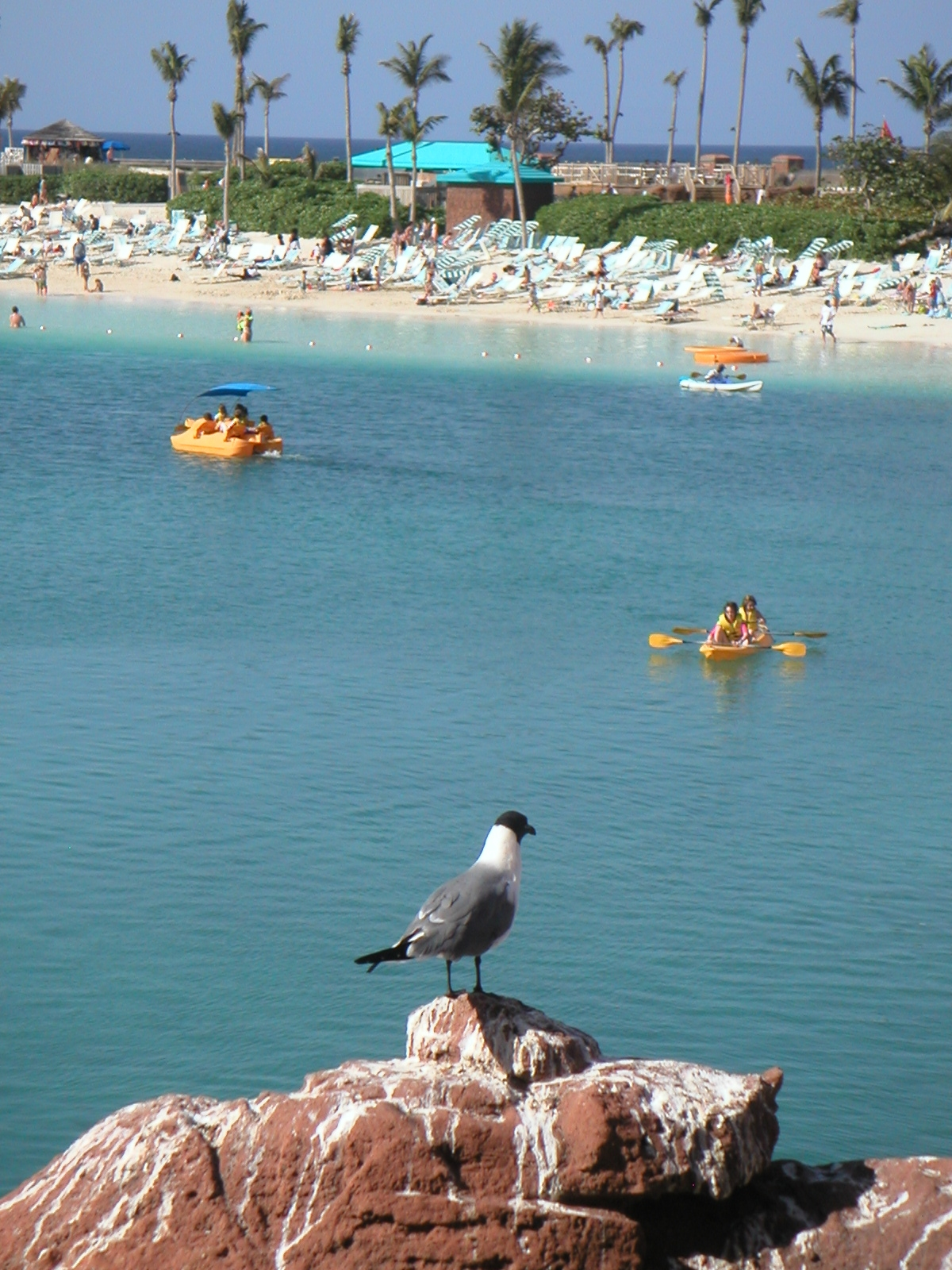
7 英畝的人工湖
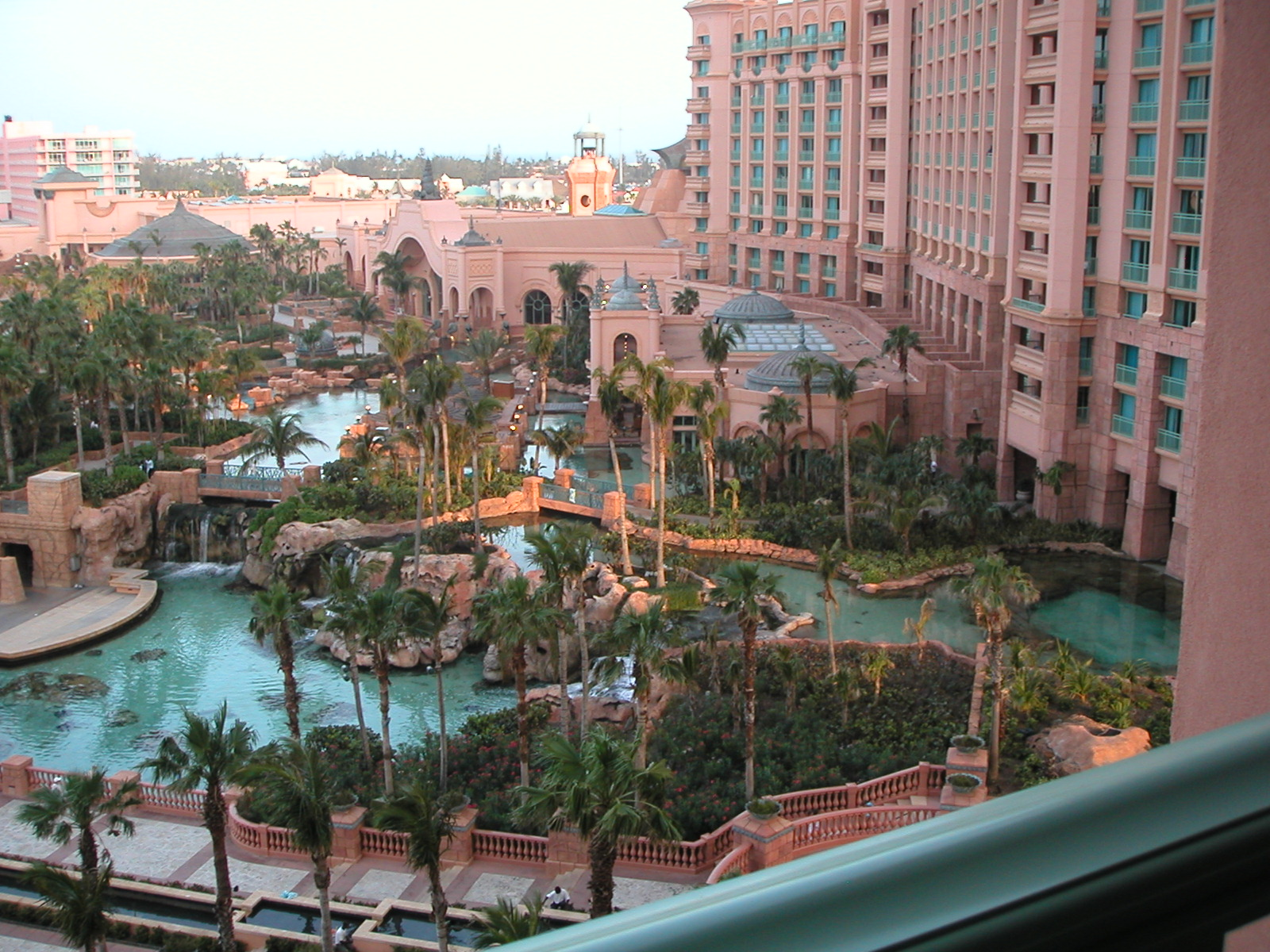
從皇家堡塔房間俯看龐大地底水族館露出地面的一部分
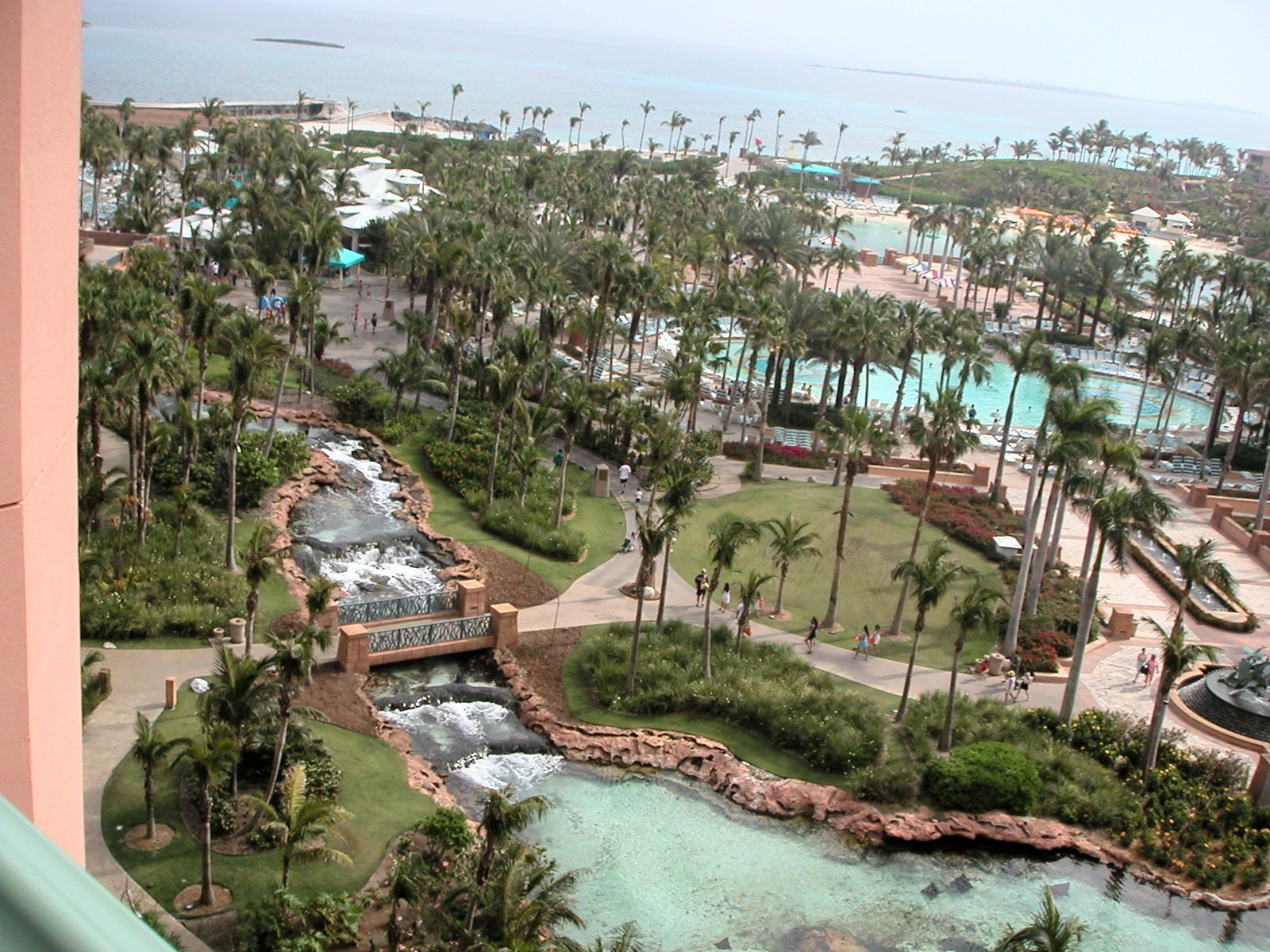
從皇家堡塔望向海面
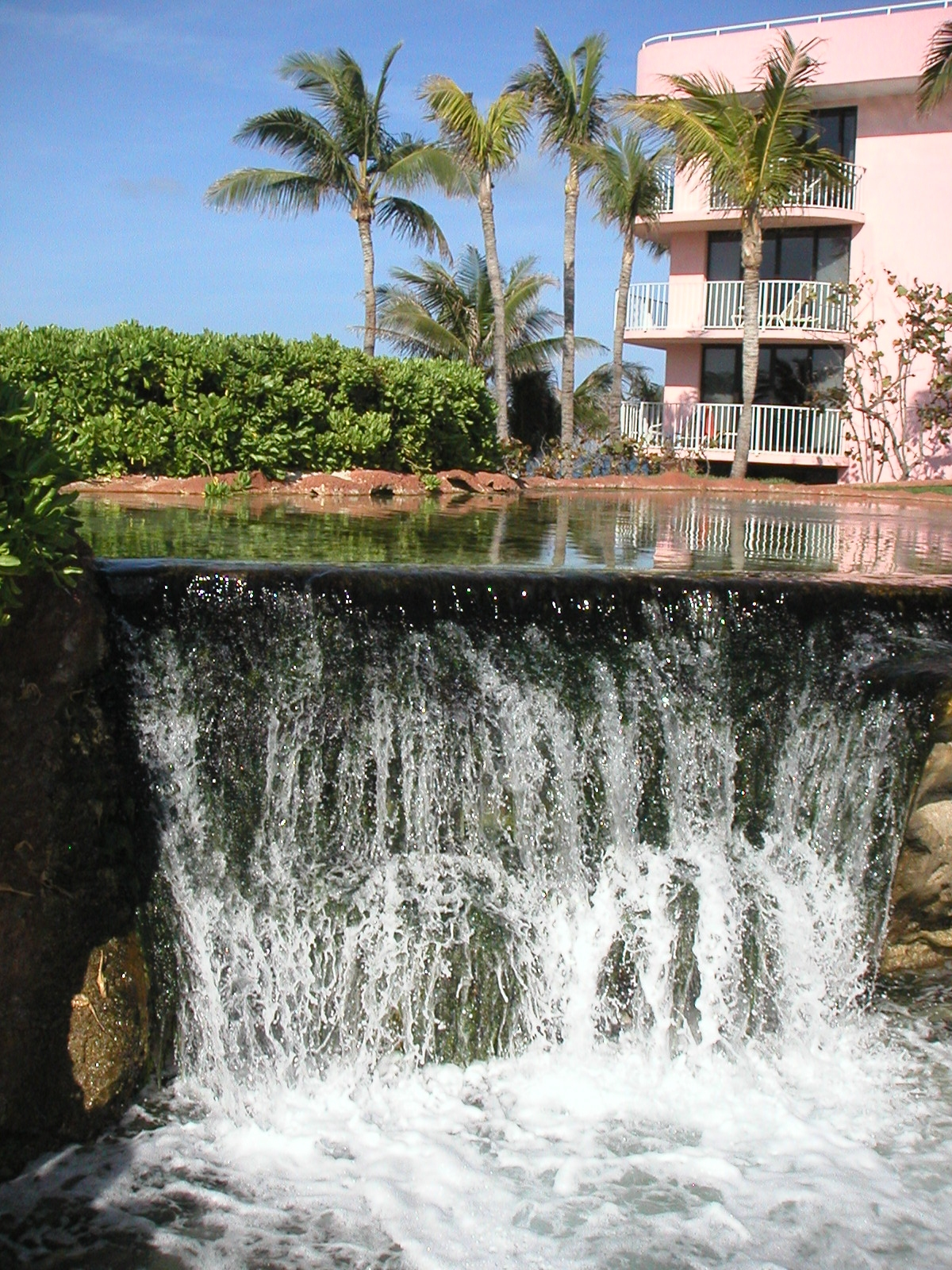
Beach Tower 旁的瀑布

## 瑪雅戲水滑道

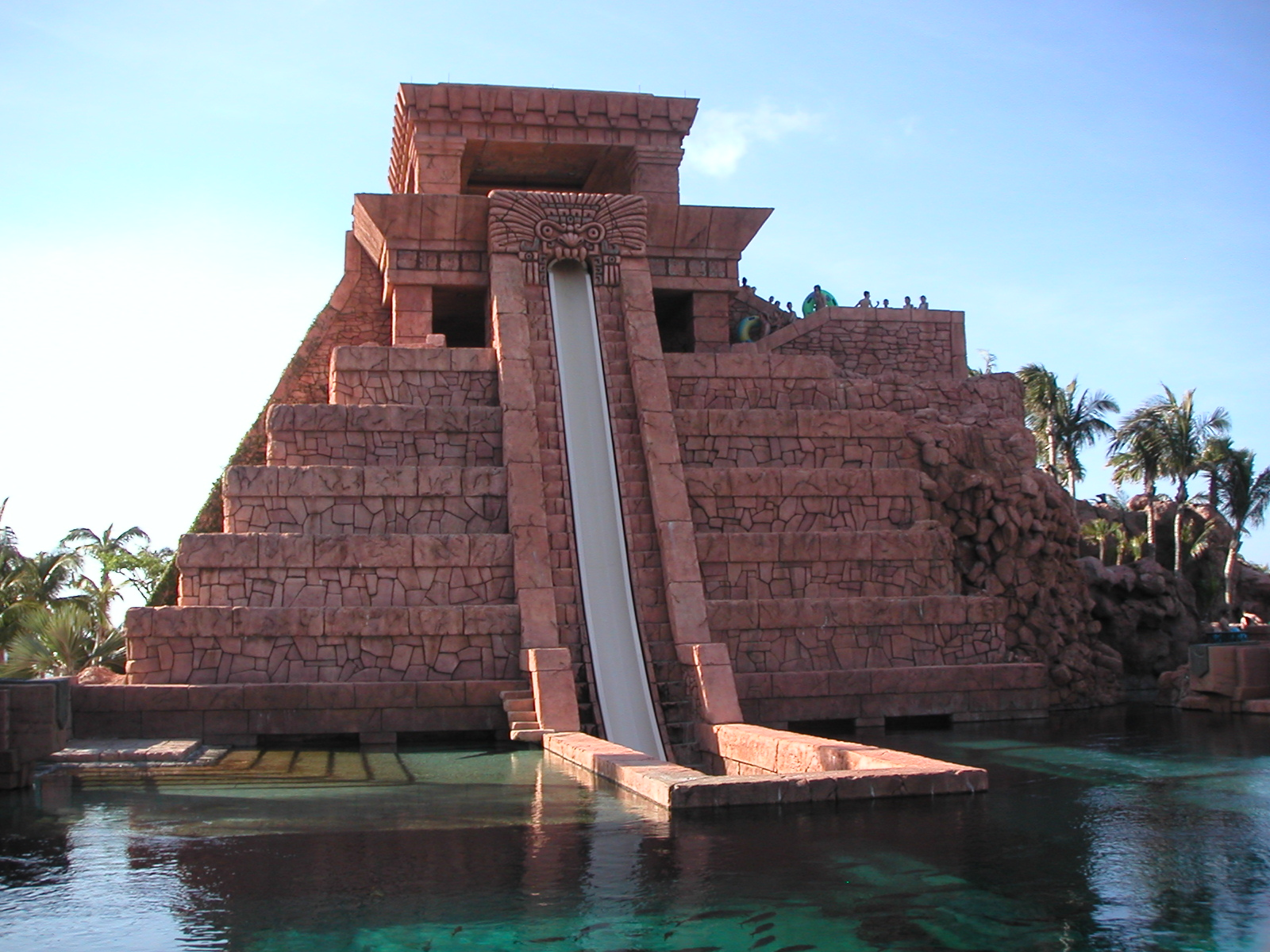
瑪雅神宮共有5個戲水滑道
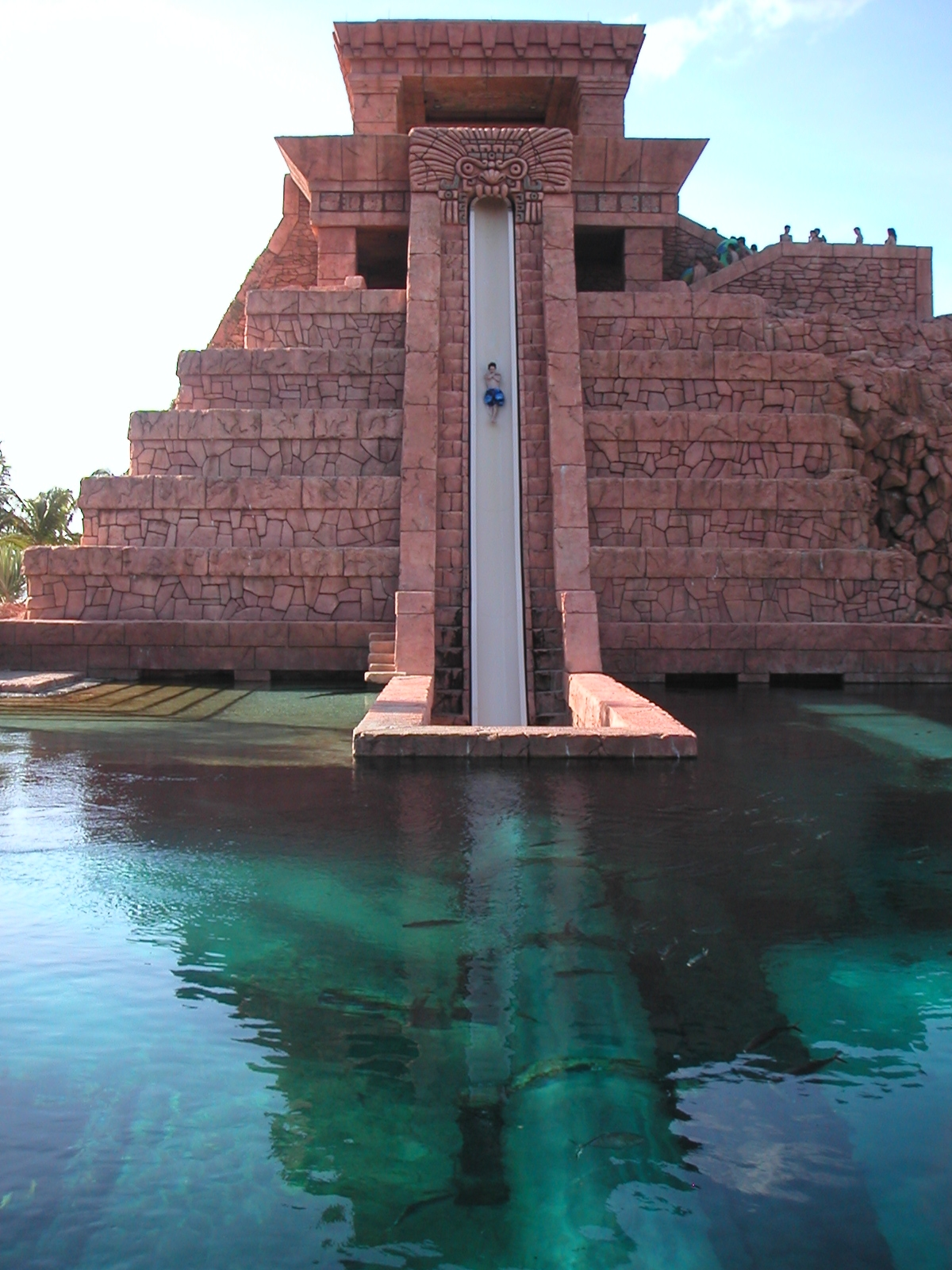
膽大的小孩往下一滑
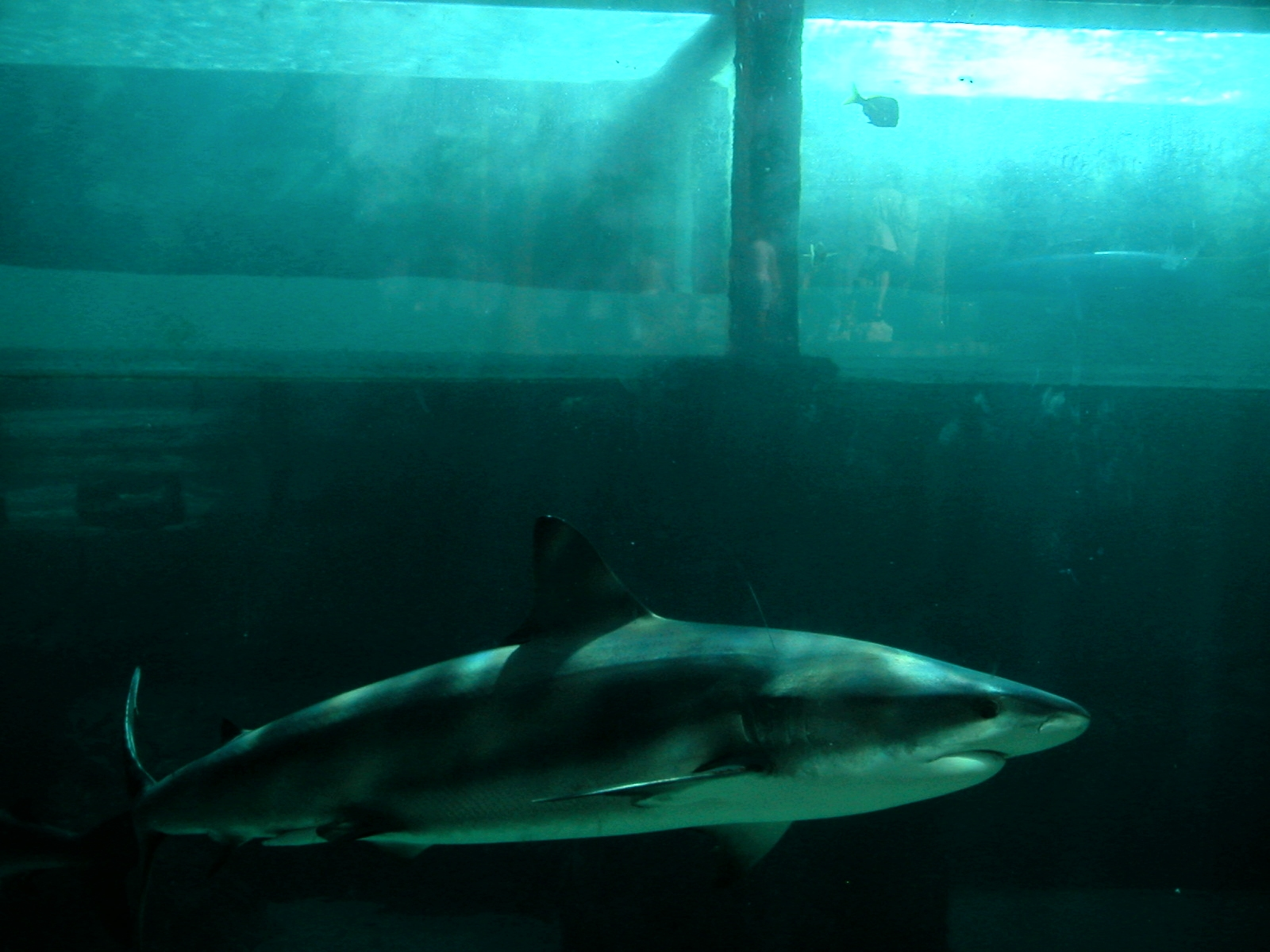
鯊魚在下面的池裡等著，戲水者由壓克力方筒中經過
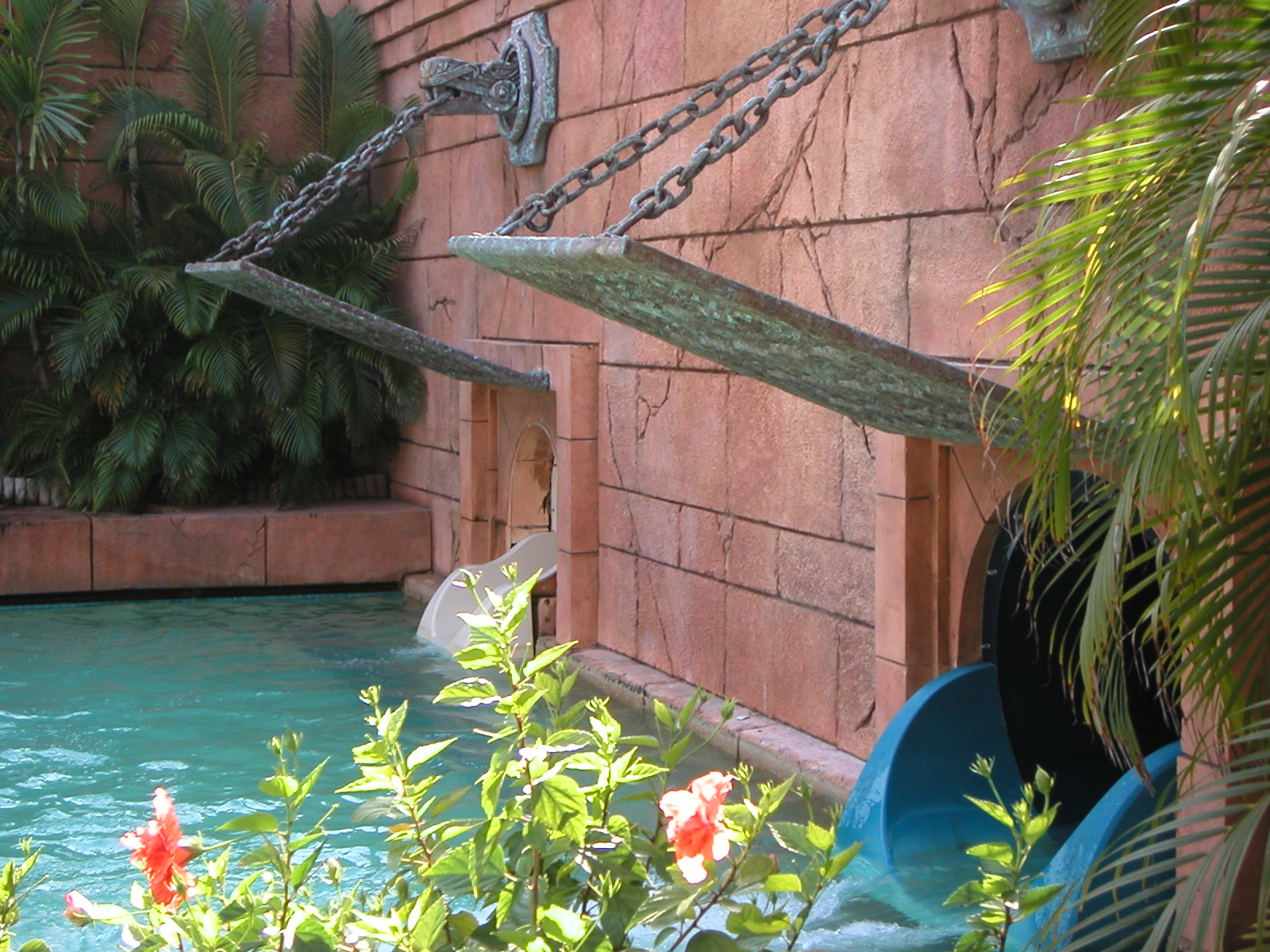
方筒出口

## 水族館

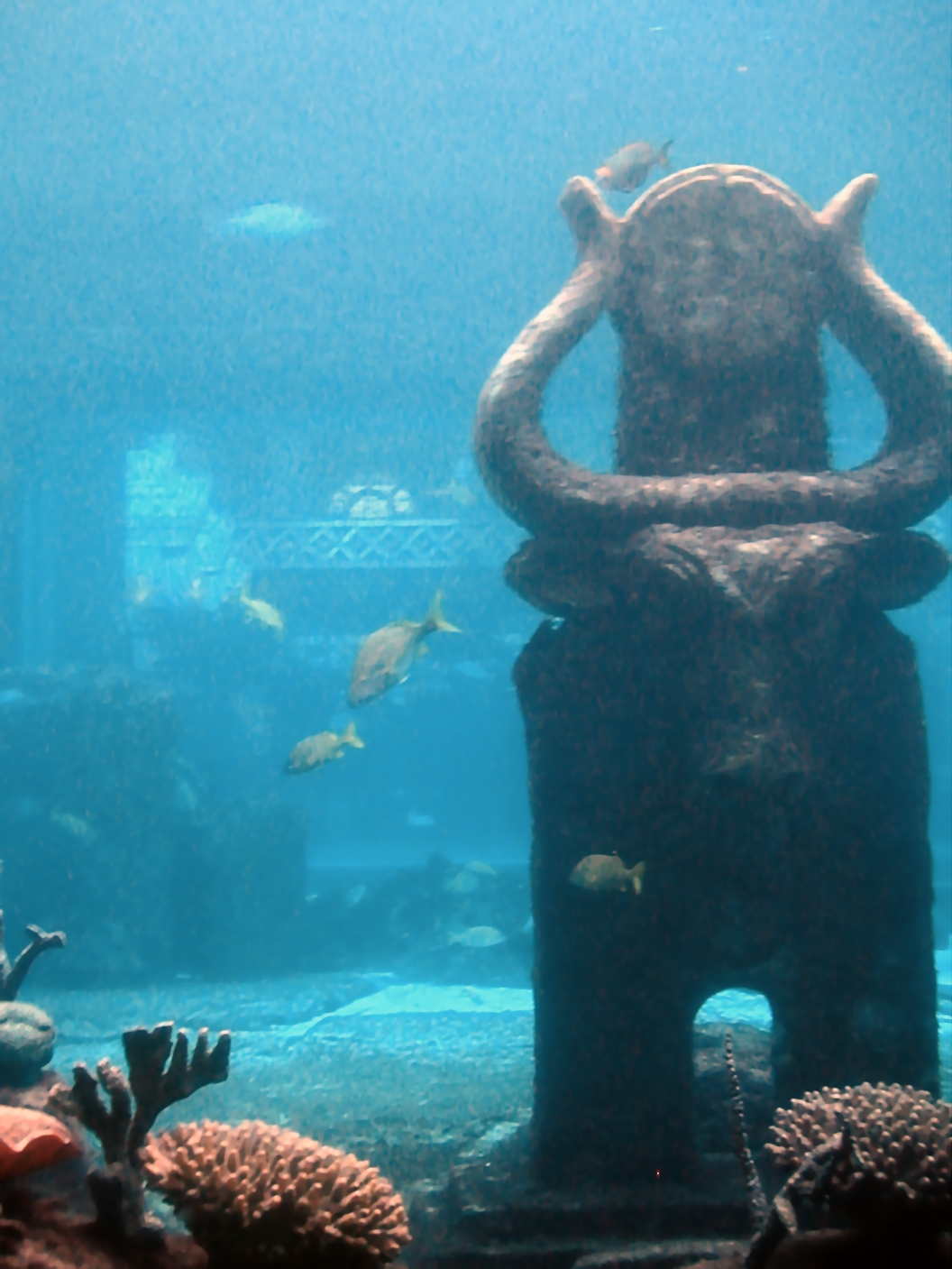
水族館中模擬亚特兰蒂斯的景點
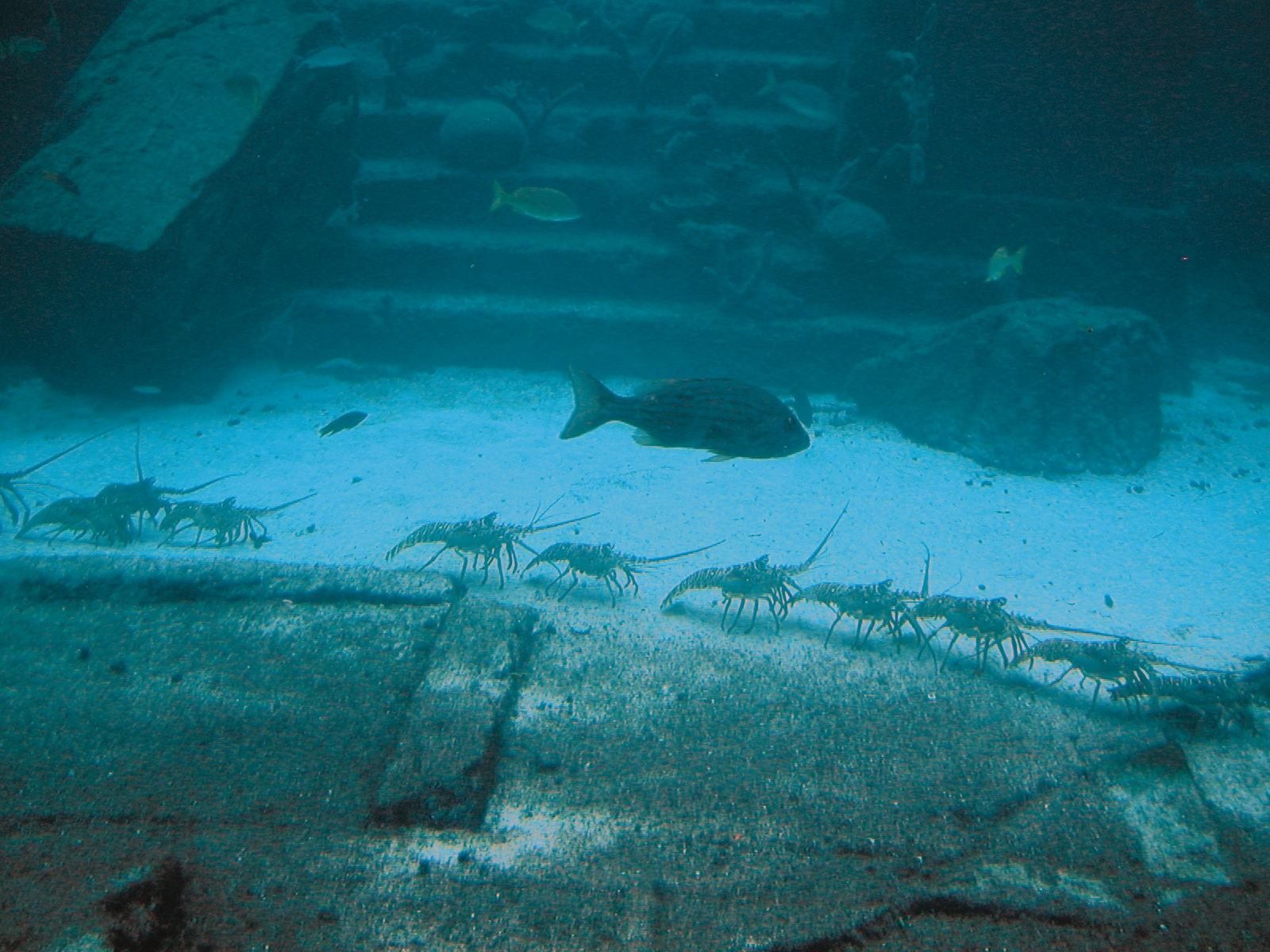
龍蝦排隊等候水族館附設餐廳的廚師點名
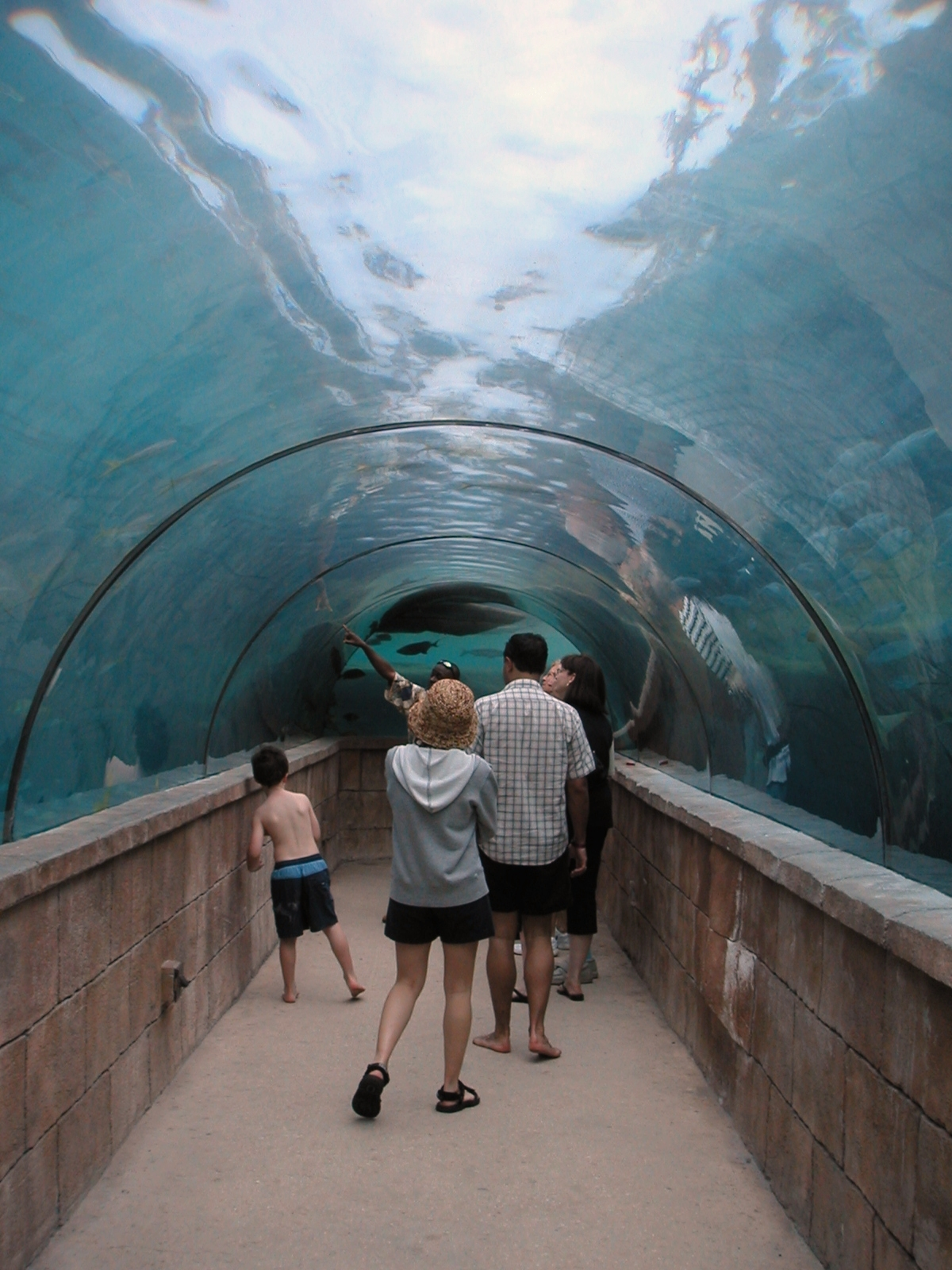
水下地道通過鯊魚湖
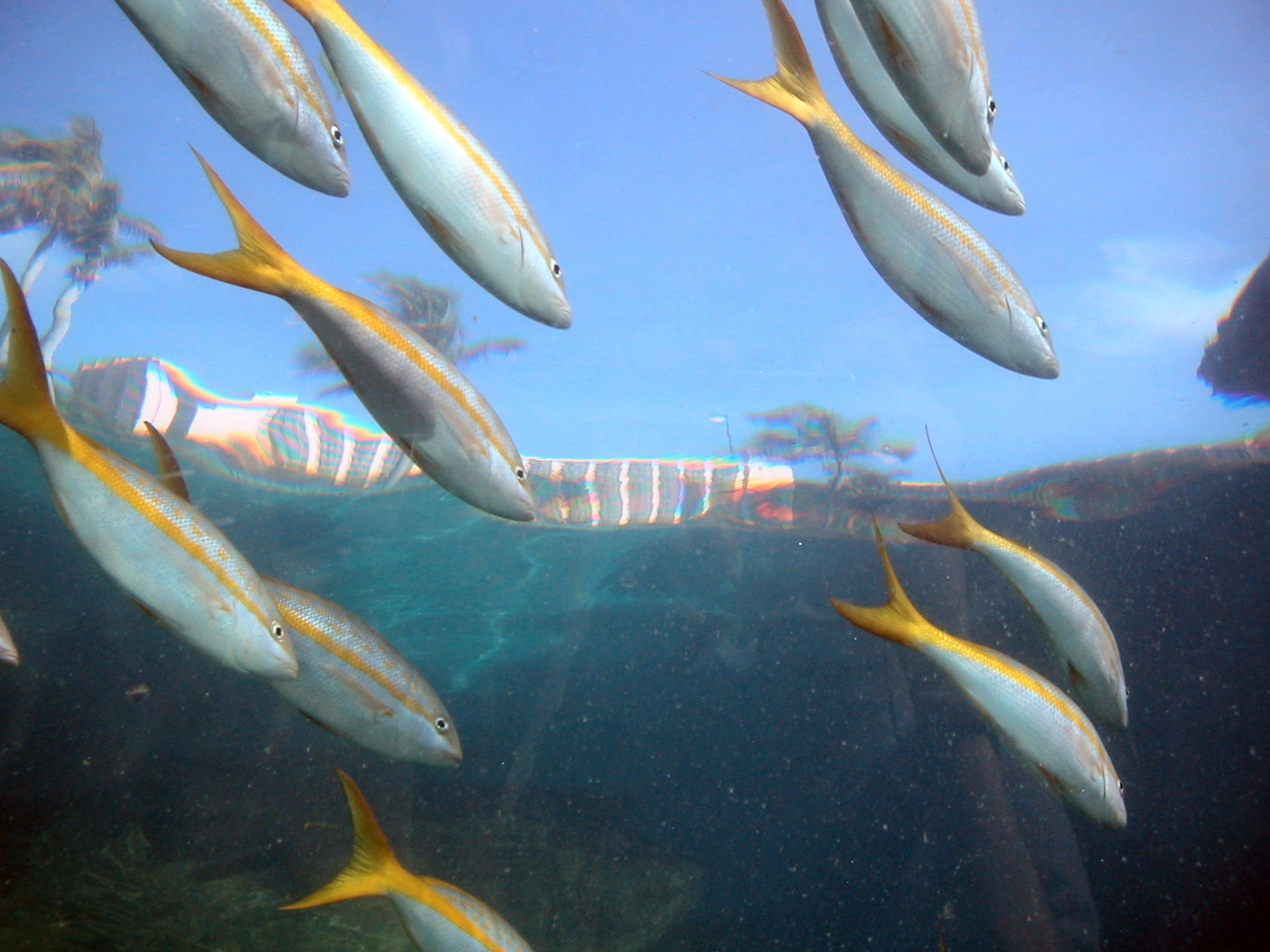
水下地道
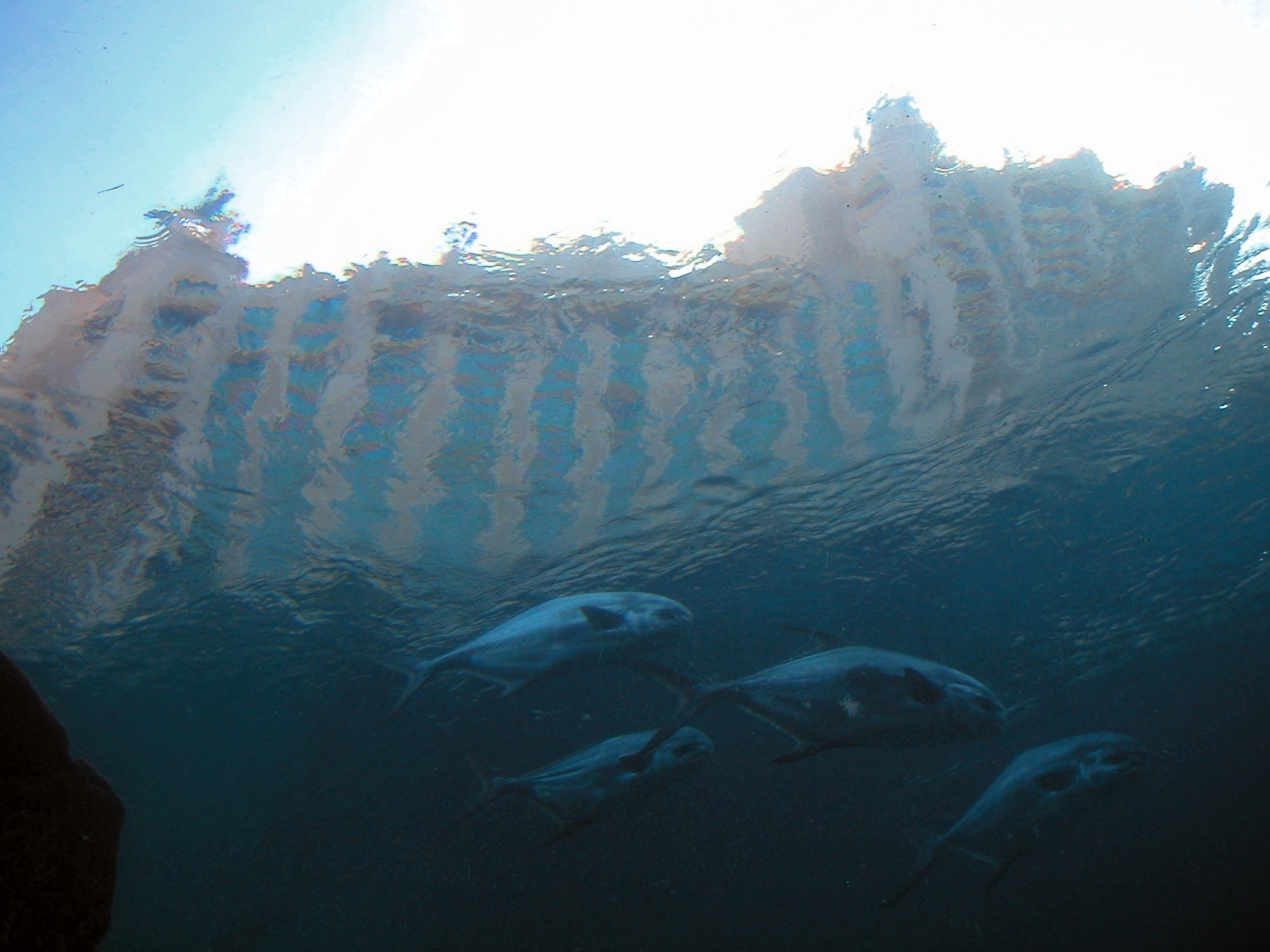